# Понтелли, Баччо
Баччо (Бартоломео) Понтелли (итал. Baccio Pontelli; ок. 1450, Флоренция —1494, Урбино) — итальянский архитектор, строитель-фортификатор, резчик и мастер интарсий по дереву.

## Биография
Понтелли родился во Флоренции в семье Фино ди Тура ди Бартоло де Пунтеллис и Моны Бруна. Он был учеником Франческо ди Джованни по прозванию Франчоне, флорентийского архитектора и военного инженера, в мастерской которого он имел возможность научиться не только приёмам столярного дела, резьбы по дереву и искусству маркетри, но и принципам бастионной фортификации. В 1469—1470 годах помогал мастеру в создании резных потолков и деревянных скамей хора и трансепта Пизанского собора. В 1471 году проживал и работал в Пизе со своим братом Пьеро.
Прошёл этап художественного становления под руководством братьев Джулиано да Майано и Бенедетто да Майано во Флоренции; во время поездки в Урбино (1480—1482) испытал влияние Франческо ди Джорджо Мартини. В Урбино он работал под руководством Джулиано да Майано над деревянными интарсиями «Студиоло герцога Федерико да Монтефельтро» (Studiolo di Federico da Montefeltro) в Палаццо Дукале (герцогском дворце, 1473—1476) с иллюзорными изображениями полок с книгами, астрономическими и музыкальными инструментами, а также символами свободных искусств. Второе «Студиоло», оформленное по желанию Федерико да Монтефельтро во дворце в Губбио, создавалось в 1479—1482 годах. Второй кабинет иногда называют «Студиоло Гвидобальдо» (по имени сына герцога). Интарсии, вероятно, были подготовлены во Флоренции, а затем отправлены в Урбино, в период между 1475 и 1478 годами, когда Понтелли находился в Пизе, поэтому предприятие, вероятно, носило коллективный характер. Между 1478 и 1482 годами Понтелли, вероятно, приобрёл опыт на строительстве Палаццо Дукале в Урбино в партнерстве с Франческо ди Джорджо Мартини, но документальные данные скудны.
Будучи архитектором в Риме, Понтелли участвовал в реализации проектов папы Сикста IV по реконструкции города. Эти проекты включали церковь и монастырь Санта-Мария-дель-Пополо, церковь Сант-Агостино, базилики Сан-Пьетро-ин-Винколи, Санти-Апостоли и работы по оформлению Сикстинской капеллы в Ватикане. Вазари приписал Баччо Понтелли значительное количество произведений, созданных в Риме в период понтификата Сикста IV, среди которых выделяются работы в монастыре Сан-Пьетро-ин-Монторио (1480—1494) и, частично, Понте Систо, Оспедале Санто-Спирито-ин-Сассиa в Риме (1484), базилика Санта-Ауреа в Остии. Однако документальное подтверждение этому также ненадёжно, скорее можно говорить об участии в коллективных работах.

## Некоторые проекты, в которых участвовал Баччо Понтелли

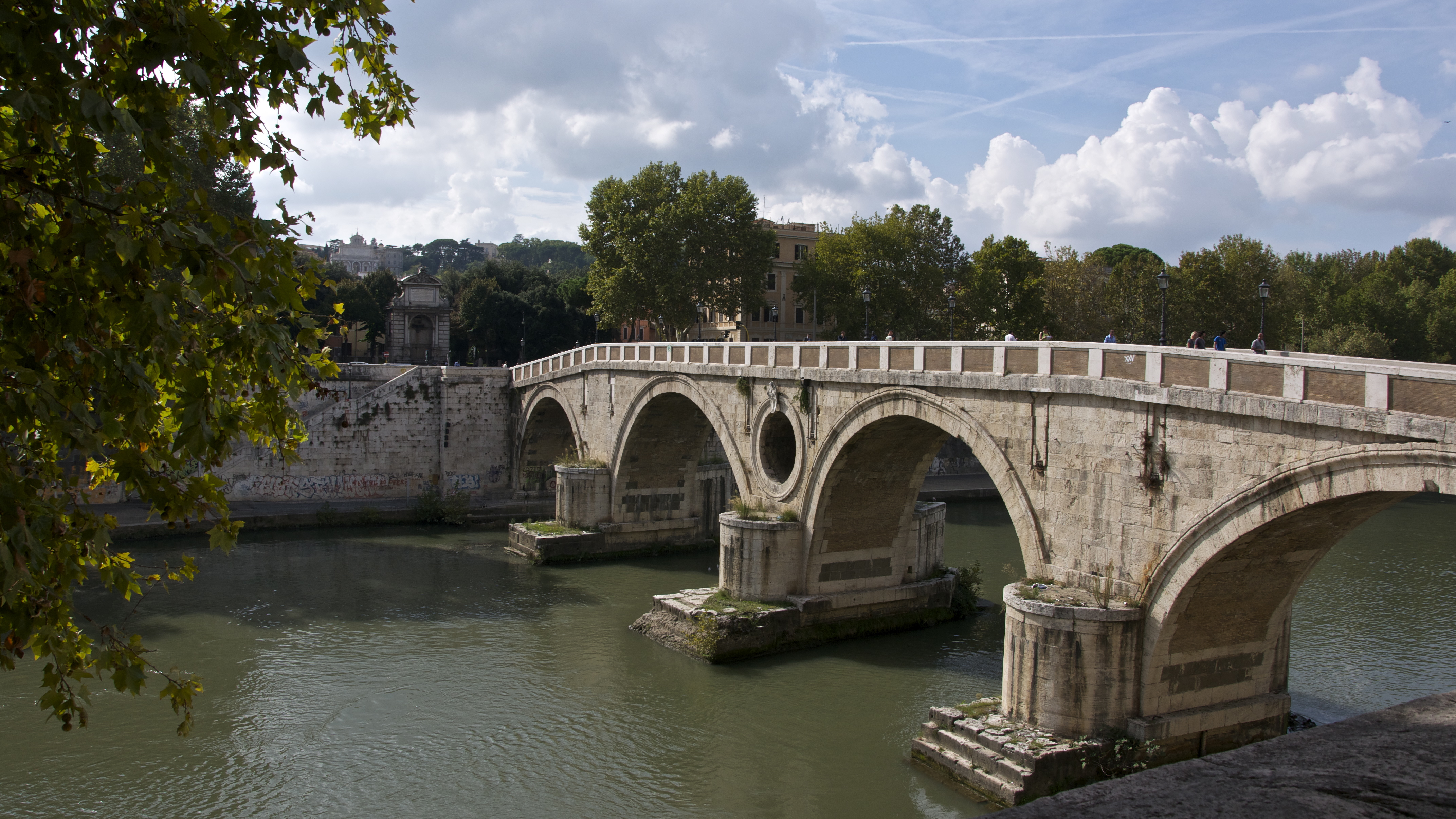
Понте Систо в Риме
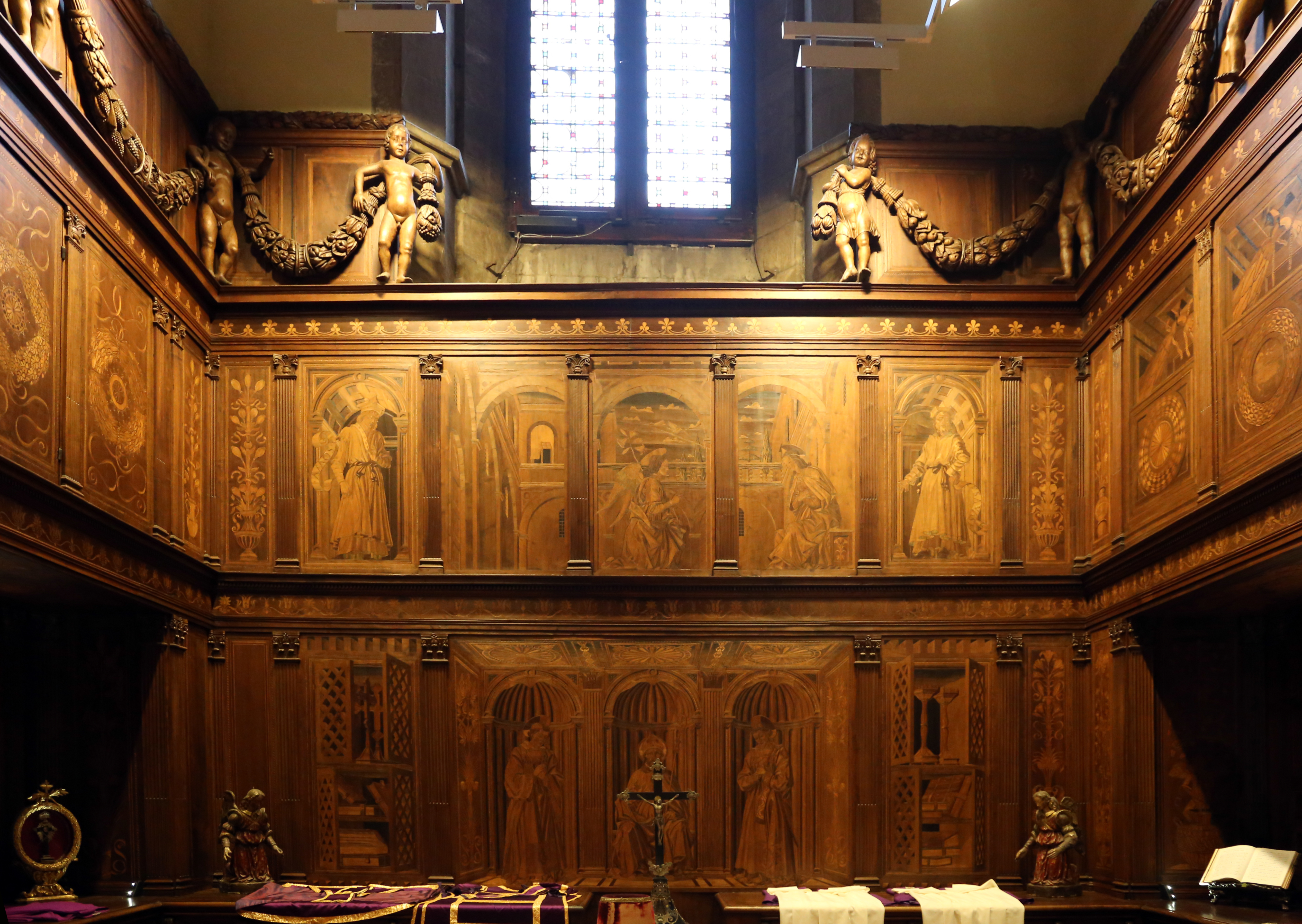
Сакристия Святой мессы. 1436–1468. Собор Санта-Мария-дель-Фьоре, Флоренция
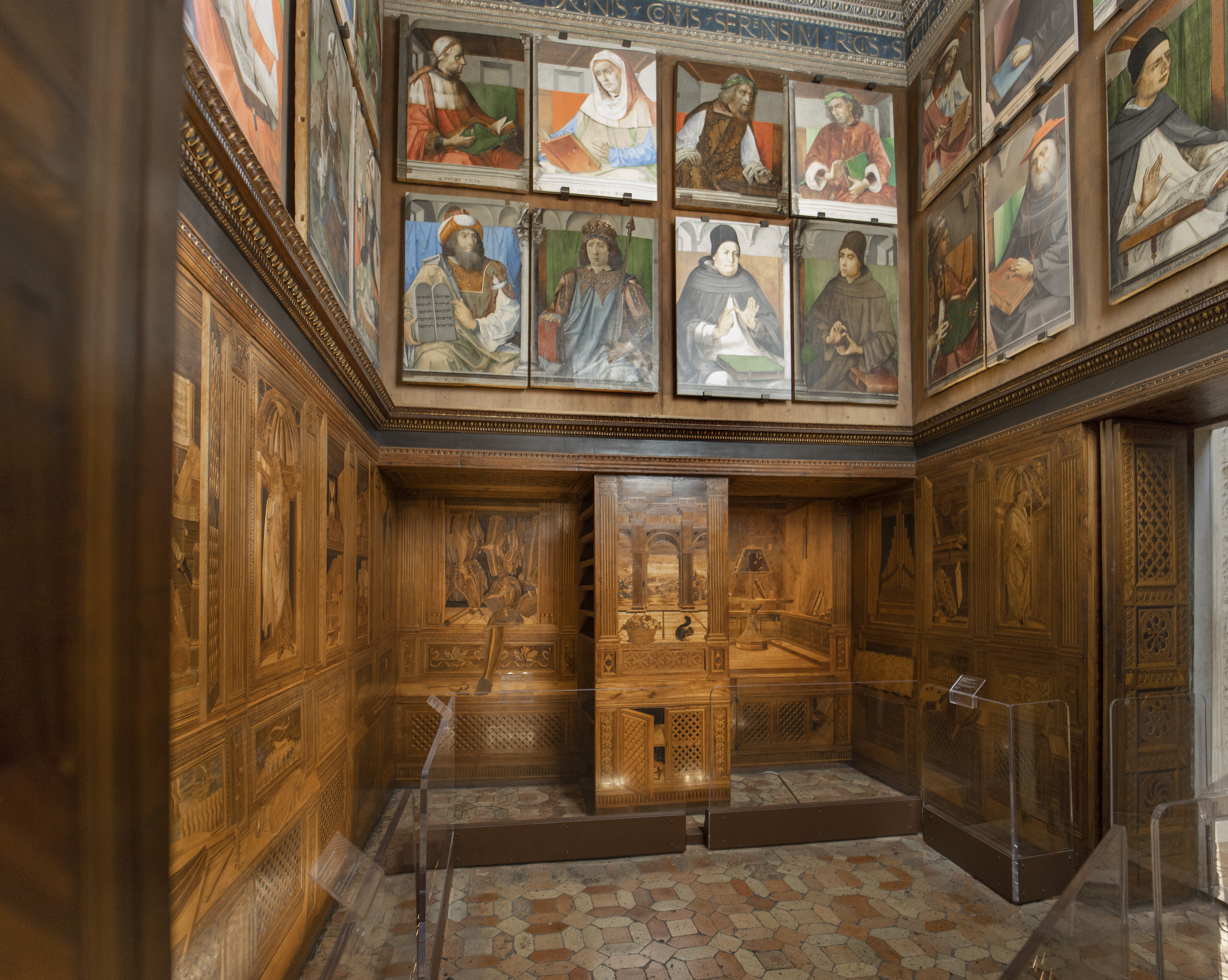
Студиоло герцога Федерико да Монтефельтро в Урбино. 1473—1476
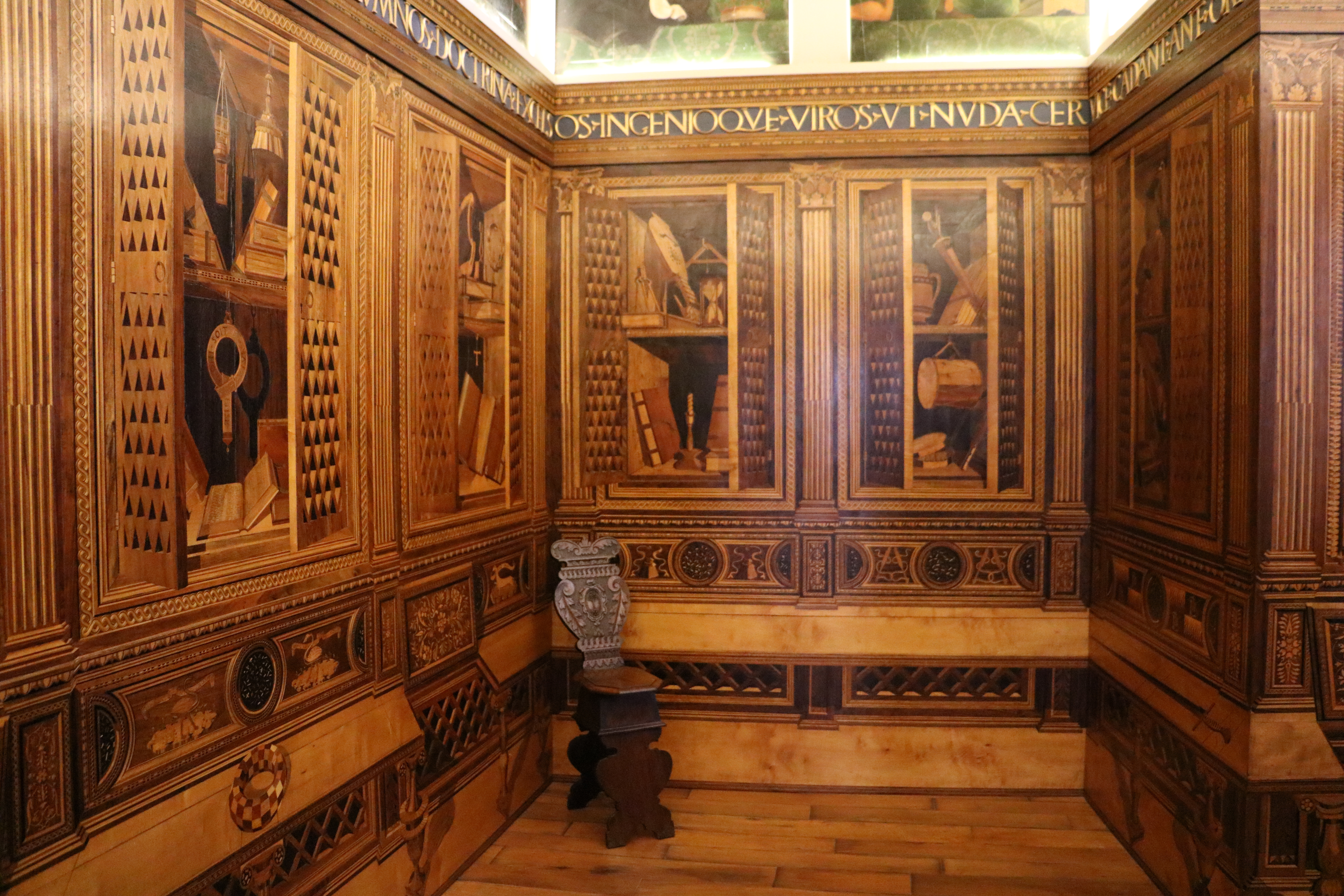
Студиоло Гвидобальдо да Монтефельтро герцогского дворца в Губбио. 1479–1482. Воссоздание
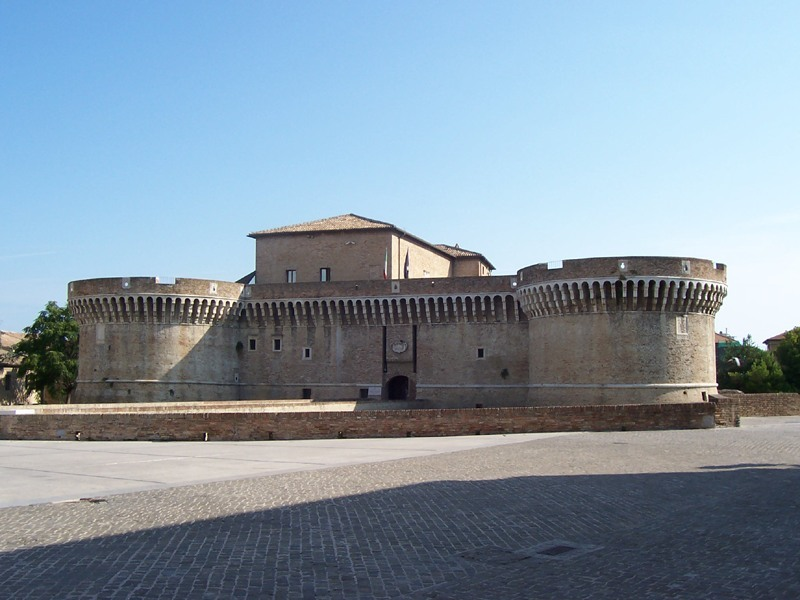
Крепость в Сенигаллии
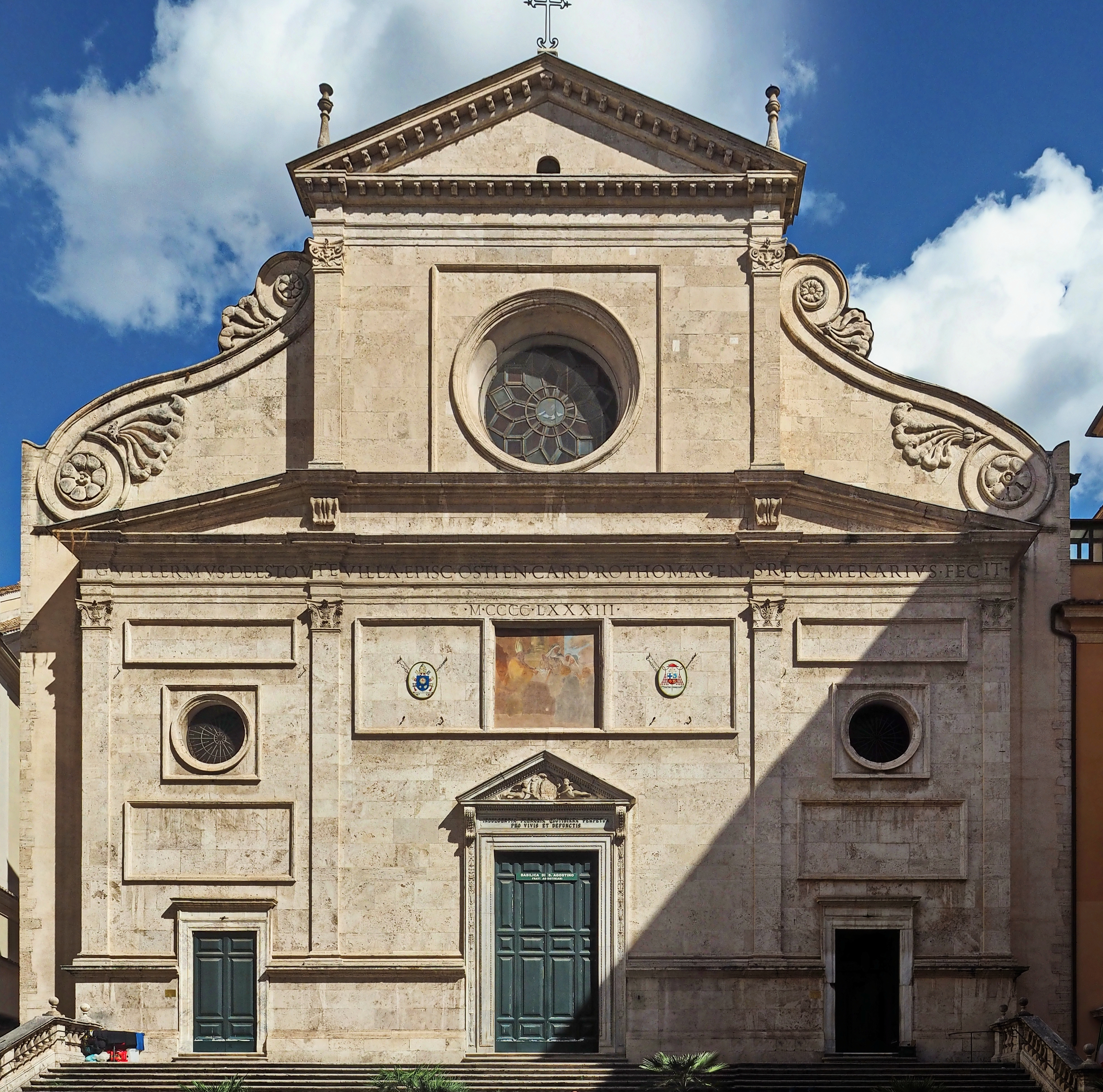
Базилика Сант-Агостино на Марсовом поле в Риме
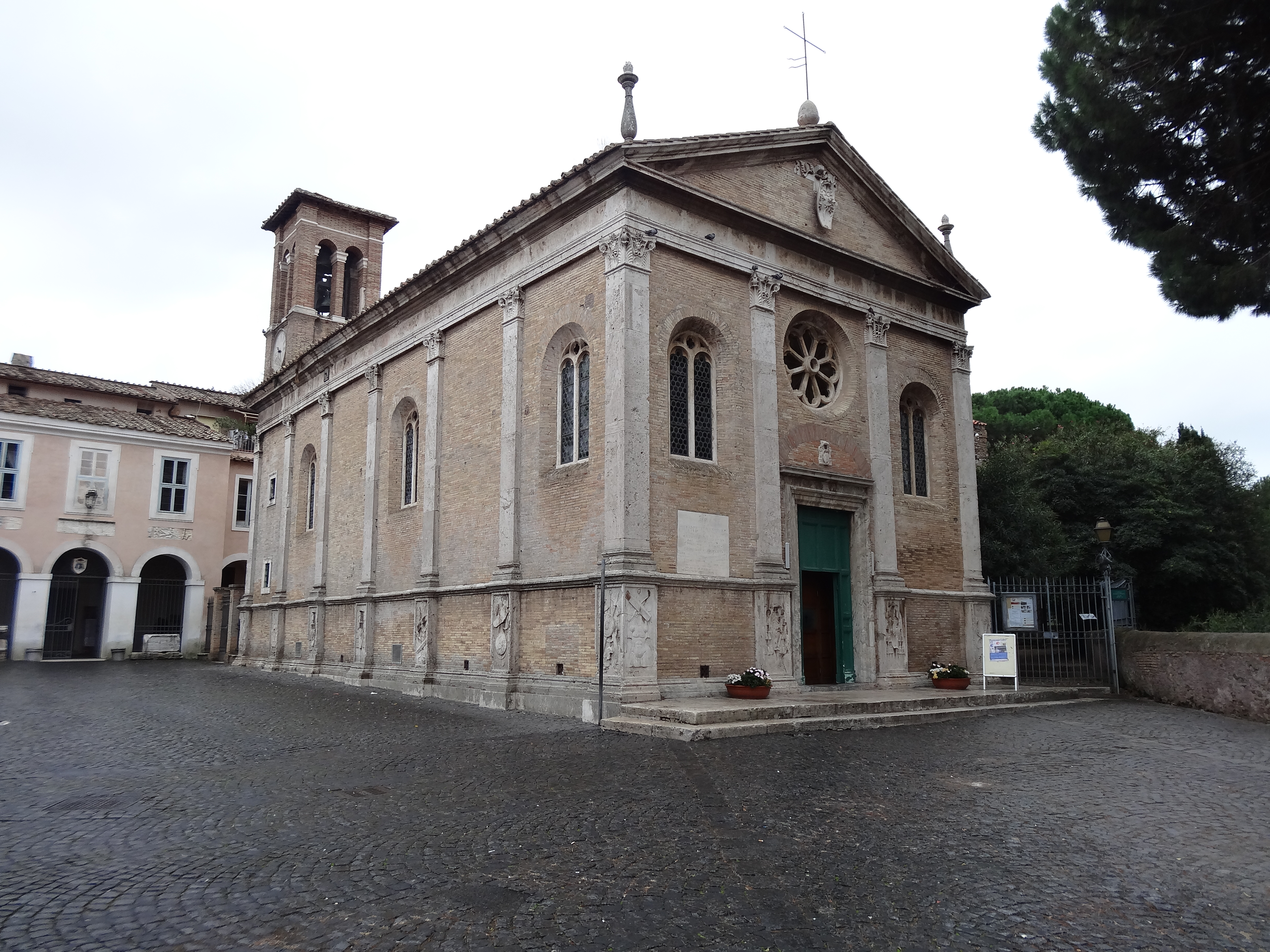
Базилика Санта-Ауреа в Остии
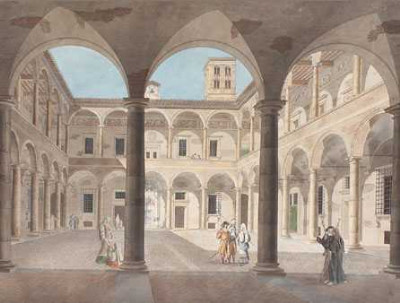
Кьостро Оспедале Санто-Спирито-ин-Сассиa в Риме